# Ernst Merck (Kreisdirektor)
Ernst Merck (geboren 23. November 1868 in Offenbach am Main; gestorben 23. Mai 1936 in Frankfurt am Main) war ein deutscher Verwaltungsjurist, Kreisdirektor im Großherzogtum Hessen und folgend im Volksstaat Hessen.

## Familie
Seine Eltern waren Heinrich Merck (1834–1894), Fabrikant in Offenbach, die Mutter Emilie (1836–1918), geborene Francke, stammte ebenfalls aus Offenbach.
Ernst Merck heiratete 1906 Karoline Baas (* 1896 in Heppenheim an der Wiese, heute Worms), Tochter des Medizinalrats Hermann Baas. Aus der Ehe stammte ein Sohn, Wolfgang. Die Familie war evangelisch. Sein bereits 1906 verstorbener Bruder Christian, der eine 1892 geborene Tochter Elisabeth hinterließ, war mit einer Tochter des Abgeordneten und Bauunternehmers Johann Friedrich Müller-Scherlenzky verheiratet.

## Karriere
Ernst Merck studierte Rechtswissenschaft an den Universitäten Bonn, Leipzig, Berlin und Marburg. 1893 promovierte er zum Dr. jur.
1896 war er Regierungsassessor, 1898 wurde er Amtmann beim Kreis Alzey und 1900 beim Kreis Mainz. 1905 erfolgte die Beförderung zum Regierungsrat in Gießen. 1913 erhielt er die Stelle des Kreisrats des Kreises Schotten. Während des Ersten Weltkriegs war er 1915 bis 1918 Kreischef beim Generalgouvernement Warschau. 1918 kehrte nach Schotten zurück. Seit 1917 war die Bezeichnung „Kreisrat“ durch „Kreisdirektor“ ersetzt worden, ein Titel, den er ab jetzt führte. 1920 wechselte er als Kreisdirektor zum Kreis Erbach, 1923 in gleicher Funktion kurz zum Kreis Heppenheim und noch im gleichen Jahr in das Ministerium des Innern nach Darmstadt. 1924 arbeitete er als Oberregierungsrat bei der Direktion der Provinz Oberhessen in Gießen, ein Jahr später wurde er Kreisdirektor des Kreises Groß-Gerau und arbeitete 1931 bis 1934 in gleicher Funktion im Kreis Offenbach.

## Ehrungen
- 1904 Preußischer Roter Adlerorden IV. Klasse[7]